# Реформ (Алабама)
Реформ (англ. Reform) — місто (англ. city) в США, в окрузі Пікенс штату Алабама. Населення — 1520 осіб (2020).

## Географія
Реформ розташований за координатами 33°22′42″ пн. ш. 88°1′2″ зх. д. / 33.37833° пн. ш. 88.01722° зх. д. (33.378214, -88.017297).  За даними Бюро перепису населення США в 2010 році місто мало площу 20,82 км², з яких 20,74 км² — суходіл та 0,07 км² — водойми.

## Демографія
Згідно з переписом 2010 року, у місті мешкали 1702 особи в 727 домогосподарствах у складі 448 родин. Густота населення становила 82 особи/км².  Було 843 помешкання (40/км²).
Расовий склад населення:
| - 50,6 % — білих - 48,2 % — чорних або афроамериканців - 0,1 % — корінних американців |

До двох чи більше рас належало 0,7 %. Частка іспаномовних становила 0,9 % від усіх жителів.
За віковим діапазоном населення розподілялося таким чином: 23,3 % — особи молодші 18 років, 57,3 % — особи у віці 18—64 років, 19,4 % — особи у віці 65 років та старші. Медіана віку мешканця становила 43,4 року. На 100 осіб жіночої статі у місті припадало 80,1 чоловіків;  на 100 жінок у віці від 18 років та старших — 73,9 чоловіків також старших 18 років.
Середній дохід на одне домашнє господарство  становив 34 253 долари США (медіана — 20 136), а середній дохід на одну сім'ю — 40 979 доларів (медіана — 26 635). За межею бідності перебувало 39,9 % осіб, у тому числі 62,6 % дітей у віці до 18 років та 23,4 % осіб у віці 65 років та старших.
Цивільне працевлаштоване населення становило 586 осіб. Основні галузі зайнятості: освіта, охорона здоров'я та соціальна допомога — 26,8 %, мистецтво, розваги та відпочинок — 14,5 %, роздрібна торгівля — 14,2 %.